# آدم‌کش(ها)
آدم‌کش(ها) (به انگلیسی: Assassin(s)) یک فیلم سینمایی فرانسوی در ژانر درام محصول سال ۱۹۹۷ میلادی به کارگردانی متیو کاسوویتس است. این فیلم اولین بار در جشنواره فیلم کن ۱۹۹۷ اکران شد.

## بازیگران
- میشل سرو درنقش آقای واگنر
- متیو کاسوویتس
- الن دو فوژرول
- دنیل لبرون
- لئا دراکر
- مهدی بنوفا
- رابرت گندرو
- فرانسوا لووانتال